# 广东省社会科学院
广东省社会科学院是广东省人民政府直属事业单位，位于广州市天河区天河北路618号，1958年成立。

## 历史
1958年9月28日，成立中国科学院广州哲学社会科学研究所。1962年1月，改为广东省哲学社会科学研究所。1968年撤销。1972年5月恢复工作后改为广东省理论研究室。1973年恢复原名广东省哲学社会科学研究所。1980年7月20日，成立广东省社会科学院。

## 主要职责
广东省社会科学院的主要职责是：
1. 加强马克思主义基本原理和马克思主义中国化最新成果的学习宣传和研究，建设成为马克思主义研究的坚强阵地。
2. 加强具有广东地方特色和优势的学术研究，提升学术影响力。
3. 建设新型高端智库，成为省委省政府的思想库和智囊团，提升决策影响力和社会影响力。

## 内设机构
- 办公室（广东社会科学中心管理部）
- 科研处（对外学术交流中心、广东智库联盟理事会联络处）
- 人事处（离退休人员工作办公室）
- 机关党委办公室（监察室）
- 当代马克思主义研究所（广东省习近平新时代中国特色社会主义思想研究中心、广东省中国特色社会主义理论体系研究中心）
- 精神文明研究所（广东省精神文明建设研究中心）
- 财政金融研究所
- 国际问题研究所（海上丝绸之路研究中心、新海外移民研究中心）
- 环境与发展研究所
- 经济研究所
- 企业研究所
- 历史与孙中山研究所（海洋史研究中心）
- 哲学与宗教研究所
- 社会学与人口学研究所
- 改革开放与现代化研究所
- 法学研究所
- 文化产业研究所（文学研究中心）
- 省人才发展研究中心
- 研究生部（培训中心）
- 图书馆
- 《广东社会科学》杂志社

## 下属单位
- 广东省社会科学院港澳台研究中心